# Дашзэвгийн Шаравдорж
Дашзэвгийн Шаравдорж (монг. Дашзэвэгийн Шаравдорж; род. 21 октября 1974) — монгольский шахматист, гроссмейстер (1999).
Трехкратный чемпион Монголии (1993, 1995 и 2002 гг.).
В составе сборной Монголии участник пяти шахматных олимпиад (1998—2004, 2012 гг.).

## Изменения рейтинга
| Графики недоступны из-за технических проблем. См. информацию на Фабрикаторе и на mediawiki.org. |